# Ivan Šantek
Ivan Šantek, född 23 april 1932 i Zagreb, Kroatien, Kungariket Jugoslavien,
död 14 april 2015 i Zagreb, Republiken Kroatien, var en jugoslavisk fotbollsspelare.
Han blev olympisk silvermedaljör i fotboll vid sommarspelen 1956 i Melbourne.